# Dialium dinklagei
Espèce
Statut de conservation UICN

 LC  : Préoccupation mineure
Dialium dinklagei est une espèce de plantes à fleurs de la famille des Fabaceae. C'est un arbre originaire d'Afrique.

## Description
C'est un arbre.

## Répartition
Ce taxon se rencontre dans les pays suivants : Angola, Cameroun, Côte d'Ivoire, Gabon, Ghana, Guinée, Liberia, Nigeria, République centrafricaine, République du Congo, République démocratique du Congo, Sierra Leone.

## Systématique
Le nom correct complet (avec auteur) de ce taxon est Dialium dinklagei Harms,.
Dialium dinklagei a pour synonymes :
- Dialium klainei Pierre
- Dialium klainei Pierre ex De Wild.
- Dialium klainei Pierre ex Harms
- Dialium staudtii Harms

### Étymologie
Son épithète spécifique, dinklagei, lui a été donnée en l'honneur de l'homme d'affaires et botaniste allemand Max Julius Dinklage (1864-1935) qui avait collecté en août 1896 le spécimen étudié dans le comté de Grand Bassa (Liberia).

### Publication originale
- (la + de) H. Harms, « Leguminosae africanae. II », Botanische Jahrbücher für Systematik, Pflanzengeschichte und Pflanzengeographie, Stuttgart, E. Schweizerbart (d), vol. 26,‎ 1899, p. 253-324 (ISSN 0006-8152 et 2700-2810, OCLC 1536907, lire en ligne).